# Thomas Bayes
Thomas Bayes (født ca. 1701, død 7. april 1761) var en engelsk statistiker, filosof og presbyteriansk præst, der er kendt for at have formuleret en specifik version af den læresætning, han har lagt navn til: Bayes' teorem. Bayes udgav aldrig selv det, der skulle blive hans mest berømte bedrift. I stedet blev hans noter redigeret og udgivet posthumt af Richard Price.

## Bayes' theorem
Bayes' løsning på et problem med invers sandsynlighed blev præsenteret i "An Essay towards solving a Problem in the Doctrine of Chances" (et essay til løsning af et problem i chancens doktrin), der blev læst for the Royal Society i 1763, efter Bayes' død. Richard Price stod fadder til arbejdet gennem denne præsentation, samt udgivelsen af samme i Philosophical Transactions of the Royal Society of London året efter.
I de første årtier af det 18. århundrede blev mange problemer, omhandlende sandsynligheden af bestemte begivenheder under specifikke omstændigheder, løst. Eksempelvis: Når man kender antallet af sorte og hvide kugler i en urne, hvad er da sandsynligheden for at trække en sort kugle? Eller det modsatte: Når man kender antallet af af kugler der er blevet udtrukket, hvad kan man da sige om antallet af sorte og hvide kugler i urnen? Sådanne problemer kaldes undertiden for problemer med invers sandsynlighed. 